# تریمیتوزیا
تریمیتوزیا (به لاتین: Tremetousia) یک روستا در قبرس است که در ناحیه لارناکا واقع شده‌است.

## خصوصیات
تریمیتوزیا  ۱۶۹ نفر جمعیت دارد.